# Tulingi
Il popolo celtico dei Tulingi sono nominati solo da Cesare e da Orosio. Ubicati, secondo Cesare, in prossimità degli Elvezi celtici, sono stati in passato identificati con i Tyllangi menzionati e collocati nel Vallese da Rufio Festo Avieno (IV secolo); ora questa ipotesi è decaduta e resta controverso il fatto se fosse o meno di origine germanica, come ad esempio crede Jérôme Carcopino.

## Storia
Cesare attesta che erano confinanti degli Elvezi. Insieme a essi e ad altre tribù della regione (Rauraci, Latobrigi e Boi) presero parte alla migrazione verso la Gallia Narbonense, che diede il via alle Guerre galliche (58 a.C.). Presero parte alla battaglia di Bibracte dove costituirono, insieme ai Boi, la retroguardia della colonna gallica, stimata da Cesare in quindicimila uomini; attaccando i Romani sul fianco scoperto, misero in grave difficoltà Cesere, che riuscì a sfuggire al rischio di essere chiuso a tenaglia tra Boi e Tulingi, da un lato, ed Elvezi dall'altro solo grazie a un'abile e rapida manovra di conversione. Costretti così alla resa, subirono l'ordine del proconsole di rientrare nelle loro terre, benché provvisti di rifornimenti per il viaggio. A essersi mossi verso la Gallia Narbonense erano stati, secondo i computi degli stessi Tulingi rinvenuti da Cesare nell'accampamento dei vinti dopo la battaglia, erano stati trenteseimila persone tra guerrieri, bambini, vecchi e donne; a rientrare in patria dopo la disfatta fu meno di un terzo.

### Fonti primarie
- Cesare, De bello Gallico
- Rufio Festo Avieno, Ora Maritima

### Letteratura storiografica
- Jérôme Carcopino, Jules César